# ベトナム帝王一覧
ベトナム帝王一覧（ベトナムていおういちらん）では、独立王朝に限らず、中国王朝から冊封を受けた人物、王号や中国王朝の官職等を僭称した人物を含め、ベトナムの歴史において政権を樹立したと思われる可能な限りの人物を暫定的に列記している。
2世紀から19世紀にかけて現在のベトナム南中部に存在したチャンパ王国の王についてはチャンパ王の一覧を参照。

## 文郎国（前3079-前257）
- 陸陽王 涇陽王（禄続）
- 雄賢王 貉龍君（崇纜）
- 雄麟王
- 雄曄王
- 雄犧王
- 雄暉王
- 雄昭王
- 雄暐王
- 雄定王
- 雄曦王
- 雄楨王
- 雄武王
- 雄越王
- 雄英王
- 雄朝王
- 雄造王
- 雄毅王
- 雄璿王

## 甌雒 (前257-前207)
1. 安陽王 蜀泮（開明泮）

## 南越国 (前207-前111)
1. 武王 趙佗（武帝）
2. 文王 趙眜（文帝）
3. 明王 趙嬰斉（明帝）
4. 哀王 趙興（哀帝）
5. 趙建徳

## 第一次北属期

### 徴氏 (40-43)
1. 徴側

## 第二次北属期

### 士氏 (187-226)
1. 士燮
2. 士徽

### 趙氏 (248)
1. 趙国達

## 前李朝（万春） (544-602)
1. 李賁（前李南帝）
2. 李天宝（桃郎王）
3. 趙光復（趙越王）
4. 李仏子（後李南帝）

## 第三次北属期

### 梅氏 (722-723)
1. 黒帝 梅叔鸞
2. 少帝 梅叔輝
3. 白頭帝 梅奇山

### 馮氏 (766-791)
1. 馮興（布蓋大王）
2. 馮安

### 楊氏 (819-820)
1. 楊清

### 曲氏 (906-930)
1. 曲承裕（先主）
2. 曲顥（中主）
3. 曲承美（後主）

### 楊氏 (931-937)
1. 楊廷芸（楊正公）

### 矯氏 (937-938)
1. 矯公羨（皎公羨）

## 呉朝 (939-968)
1. 呉権（前呉王）
2. 楊三哥（平王）
3. 呉昌岌（天策王）
4. 呉昌文（南晋王）
5. 呉昌熾（呉使君）

### 十二使君時代 (945-968)
1. 矯公罕（矯三制）
2. 阮寛（阮太平）
3. 呉日慶（呉覧公）
4. 杜景碩（杜景公）
5. 李奎（李郎公）
6. 阮守捷（阮令公）
7. 呂唐（呂左公）
8. 阮超（阮右公）
9. 矯順（矯令公）
10. 范白虎（范防遏）
11. 陳覧（陳明公）

## 丁朝（大瞿越） (968-980)
1. 先皇帝 丁部領（丁桓、丁環、丁沛嵿）
2. 廃帝 丁璿（丁穂）

## 前黎朝（大瞿越） (980-1009)
1. 大行皇帝 黎桓
2. 中宗 黎龍鉞
3. 臥朝皇帝 黎龍鋌（黎至忠）

## 李朝（大瞿越、大越） (1010-1225)
1. 太祖 李公蘊
2. 太宗 李仏瑪（李徳政）
3. 聖宗 李日尊
4. 仁宗 李乾徳
5. 神宗 李陽煥
6. 英宗 李天祚
7. 高宗 李龍𣉙
8. 恵宗 李旵
9. 昭皇 李仏金（李天馨）

## 陳朝（大越） (1225-1400)
1. 太宗 陳煚
2. 聖宗 陳晃
3. 仁宗 陳昑
4. 英宗 陳烇
5. 明宗 陳奣
6. 憲宗 陳旺
7. 裕宗 陳暭
8. 廃帝 楊日礼（陳日熞）
9. 芸宗 陳暊
10. 睿宗 陳曔
11. 廃帝 陳晛
12. 順宗 陳顒
13. 少帝 陳𭴣

## 胡朝（大虞） (1400-1407)
1. 胡季犛（胡一元）
2. 胡漢蒼

## 後陳朝（大越） (1407-1428)
1. 簡定帝 陳頠
2. 重光帝 陳季拡
3. 陳暠

## 後黎朝（大越）前期 (1428-1527)
1. 太祖 黎利
2. 太宗 黎元龍
3. 仁宗 黎邦基
4. 前廃帝 黎宜民
5. 聖宗 黎思誠
6. 憲宗 黎鏳（黎暉）
7. 粛宗 黎㵮（黎敬甫）
8. 威穆帝 黎濬（黎誼）
9. 襄翼帝 黎瀠（黎晭）
10. 中廃帝 黎光治
11. 昭宗 黎椅
12. 恭皇 黎椿

## 莫朝（大越） (1527-1683)
1. 太祖 莫登庸
2. 太宗 莫登瀛
3. 憲宗 莫福海
4. 宣宗 莫福源
5. 英祖 莫茂洽
6. 景宗 莫全
7. 閔宗 莫敬止
8. 代宗 莫敬恭
9. 光祖 莫敬寛
10. 明宗 莫敬宇（莫敬完）
11. 季宗 莫敬瑞
12. 徳宗 莫敬光

## 後黎朝（大越）後期 (1532-1789)
1. 荘宗 黎寧
2. 中宗 黎暄
3. 英宗 黎維邦
4. 世宗 黎維潭
5. 敬宗 黎維新
6. 神宗 黎維祺
7. 真宗 黎維祐
8. 神宗 黎維祺（重祚）
9. 玄宗 黎維禑
10. 嘉宗 黎維禬
11. 熙宗 黎維祫
12. 裕宗 黎維禟
13. 後廃帝 黎維祊
14. 純宗 黎維祥
15. 懿宗 黎維祳
16. 顕宗 黎維祧
17. 愍帝 黎維祁

### 東京鄭氏 (1545-1786)
1. 諒国公 鄭検
2. 俊徳侯 鄭檜
3. 平安王 鄭松
4. 清都王 鄭梉
5. 西定王 鄭柞
6. 定南王 鄭根
7. 安都王 鄭棡
8. 威南王 鄭杠
9. 明都王 鄭楹
10. 靖都王 鄭森
11. 奠都王 鄭檊
12. 端南王 鄭楷
13. 晏都王 鄭槰

### 広南阮氏 (1533-1777)
1. 僊主 阮潢
2. 仏主 阮福源
3. 上主 阮福瀾
4. 賢主 阮福瀕
5. 義主 阮福溙
6. 明主 阮福淍
7. 寧王 阮福澍
8. 武王 阮福濶
9. 定王 阮福淳
10. 新政王 阮福暘

## 西山朝（大越）

### 歸仁朝廷 (1778-1793)
1. 泰徳帝 阮岳

### 富春朝廷 (1788-1802)
1. 太祖 光中帝 阮恵（阮光平）
2. 景盛帝 阮光纘（阮弘瑞）

## 阮朝（越南、大南）(1802-1945)
1. 世祖 嘉隆帝 阮福映
2. 聖祖 明命帝 阮福晈
3. 憲祖 紹治帝 阮福暶（阮福綿宗）
4. 翼宗 嗣徳帝 阮福時（阮福洪任）
5. 恭宗 育徳帝 阮福膺禛（阮福膺𩡤）
6. 廃帝 協和帝 阮福昇（阮福洪佚）
7. 簡宗 建福帝 阮福昊（阮福膺登）
8. 出帝 咸宜帝 阮福明（阮福膺）
9. 景宗 同慶帝 阮福昪（阮福膺豉）
10. 成泰帝 阮福昭（阮福宝嶙）
11. 維新帝 阮福晃（阮福永珊）
12. 弘宗 啓定帝 阮福晙（阮福宝嶹）
13. 保大帝 阮福晪（阮福永瑞）

## 参考書籍
- 下津清太郎編 編『世界帝王系図集 増補版』近藤出版社、1987年10月1日、72-79頁。ISBN 978-4772504065。